# Tutte Lemkow
Isak Samuel „Tutte“ Lemkow (* 28. August 1918 in Oslo, Norwegen; † 10. November 1991 in London, England) war ein norwegischer Schauspieler und Choreograf.

## Leben
Isak Samuel Lemkow wurde in Oslo geboren. Er war jüdischer Abstammung. Als ausgebildeter Tänzer und Schauspieler stand er auf der Theaterbühne, bevor er beim britischen Film des Öfteren als Tänzer in einer Nebenrolle spielte. Später spezialisierte er sich auf böse Figuren und spielte in Filmen wie Theater des Grauens, Jäger des verlorenen Schatzes und zuletzt Red Sonja bösartige Antagonisten. Von 1964 bis 1965 verkörperte er Cyclops in sieben Folgen der britischen Kultfernsehserie Doctor Who.
Am 10. November 1991 verstarb Lemkow im Alter von 73 Jahren. Seine Autobiografie Tutte Lemkow; På tå og hev erschien 1989. Von 1944 bis 1953 war er mit der schwedischen Schauspielerin Mai Zetterling verheiratet, mit der er zwei gemeinsame Kinder hatte. In seiner zweiten Ehe war er mit der Tänzerin Sara Luzita verheiratet, mit der er ebenfalls zwei gemeinsame Kinder hatte.

## Filmografie (Auswahl)
- 1952: Moulin Rouge
- 1953: Der Schlüssel zum Paradies (The Captain’s Paradise)
- 1955: I Am a Camera
- 1956: Der eiserne Unterrock (The Iron Petticoat)
- 1958: Wütende See (Sea Fury)
- 1956: Die große Liebe der Anastasia (Anastasia)
- 1959: Ben Hur
- 1959: Die Würger von Bombay (The Stranglers of Bombay)
- 1959: Tommy, der Torero (Tommy the Toreador)
- 1959: Zu viele Gauner (Too Many Crooks)
- 1960: Die gestohlene Million (The Boy Who Stole a Million)
- 1960: Verbrecherzentrale Sidney Street (The Siege of Sidney Street)
- 1961: Das Geheimnis von Monte Christo (The Treasure of Monte Cristo)
- 1961: Die Kanonen von Navarone (The Guns of Navarone)
- 1962: Auf zur Navy (We Joined the Navy)
- 1962: Flucht aus dem Dunkel (Guns of Darkness)
- 1962: Der Weg nach Hongkong (Road to Hongkong)
- 1963: Die Sieger (The Victors)
- 1963: Gentlemenkillers (The Wrong Arm of the Law)
- 1963: Kein Schloß ist vor ihm sicher (The Cracksman)
- 1964: Der Millionenschatz (The Moon-Spinners)
- 1965: Agenten lassen bitten (Masquerade)
- 1965: Heiße Ware – Kalte Füsse (The Intelligence Men)
- 1966: Letzte Grüße von Onkel Joe (The Wrong Box)
- 1967: Feuerdrache (Fathom)
- 1968: Duffy, der Fuchs von Tanger (Duffy)
- 1968: Inspektor Clouseau (Inspector Clouseau)
- 1969: Alexandria – Treibhaus der Sünde (Justine)
- 1970: Rend mig i revolutionen
- 1971: Anatevka (Fiddler on the Roof)
- 1973: Theater des Grauens (Theatre of Blood)
- 1975: Die letzte Nacht des Boris Gruschenko (Love and Death)
- 1981: Die kleine Welt des Don Camillo (The Little World of Don Camillo)
- 1981: Der Fluch der Sphinx (Sphinx)
- 1981: Jäger des verlorenen Schatzes (Raiders of the Lost Ark)
- 1985: Red Sonja